# Humfeld

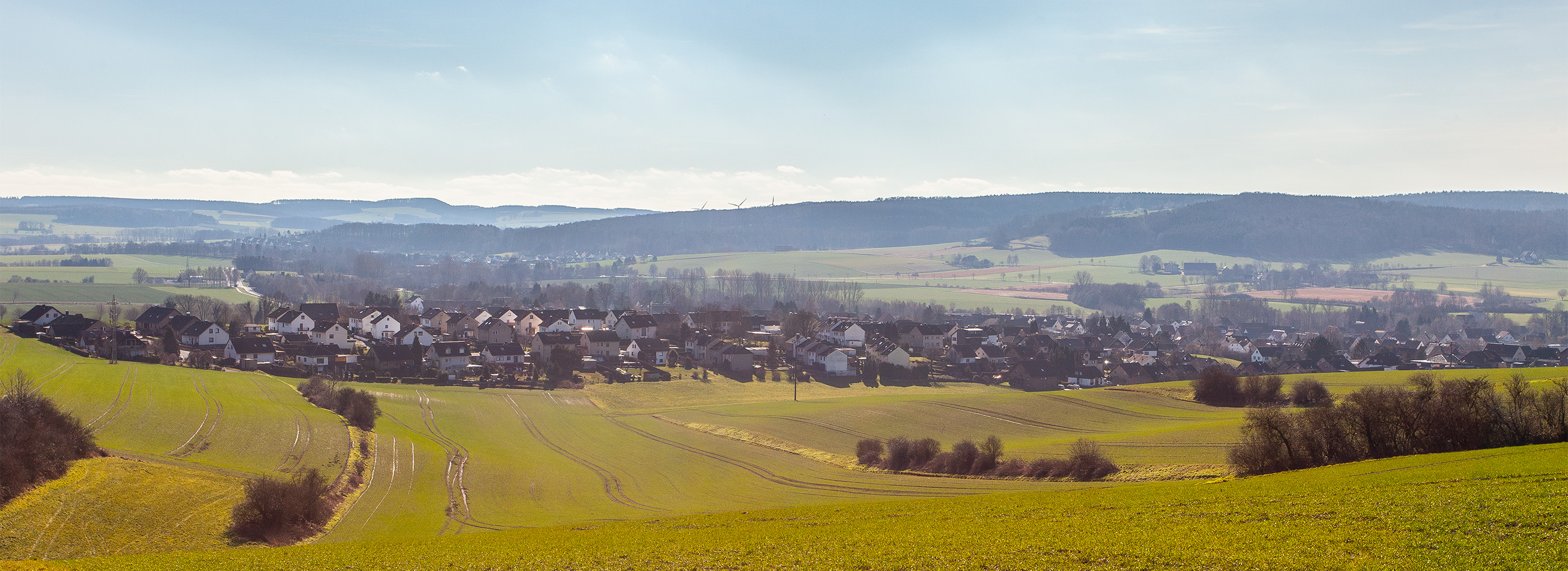
Humfeld, Ansicht von Norden

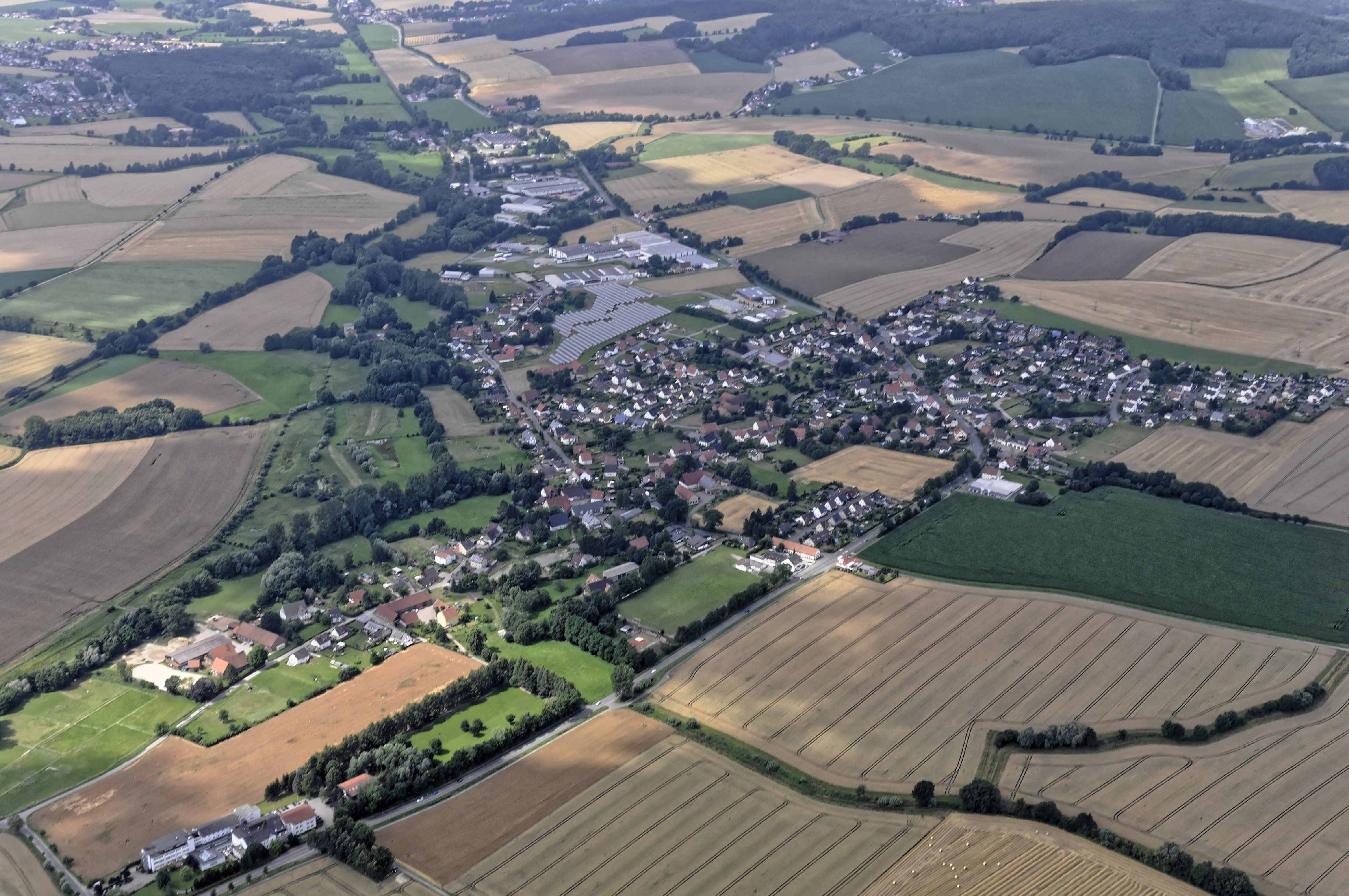
Humfeld von oben

Humfeld liegt im Tal der Bega und ist ein Ortsteil der Gemeinde Dörentrup im Kreis Lippe in Nordrhein-Westfalen. 

## Geschichte
Humfeld wird erstmals um 1465 in Dokumenten des Kanonissenstifts Möllenbeck erwähnt. Um die wirtschaftlichen Grundlagen zu sichern, legten Mönche zu dieser Zeit umfangreiche Verzeichnisse der Besitztümer des Klosters an. Im Direktorium super bona Molenbeke wird gemeinsam mit anderen Orten auch Humfeld genannt. Hier ist weiter zu lesen: Humfeld besteht aus Oberen- und Niederenhumfeld. In Oberenhumfeld liegt der Oberhof. Er gehört in das Amt Wülfentrup und bringt 5 Schilling Rente. Er ist ein Hagengut. [...] Oberenhumfeld ist wüst und liegt unter dem Sternberge nach Bega hin. Sowohl Oberen- wie auch Niederenhumfeld waren zu dieser Zeit wüst gefallen. Ursache könnten Krankheiten und Seuchen gewesen sein, die ganze Landstriche entvölkerten. Aber auch die zahlreichen Fehden in dieser Zeit hatten möglicherweise diese Wüstung verursacht. In der Soester Fehde von 1444 bis 1449 wurden weite Teile in Lippe geplündert und zerstört.
Humfeld gehörte seit der Gründung des Kirchspiels Bega zu dieser Kirchengemeinde. Vor rund 145 Jahren wurde dort die jetzige Kirche erbaut. Bei Ausschachtungsarbeiten fand man in vier Meter Tiefe eine Anzahl von zumeist doppelt übereinandergestellter Särge aus ausgehöhlten Baumstämmen. Diese Totenbäume waren in der Zeit Karls des Großen üblich und der moorige Boden hatte die Särge konserviert. Im Laufe des 13. Jahrhunderts wurde hier vermutlich die erste steinerne Kirche errichtet und hat der Gemeinde bis zu deren Abbruch 1863 als Versammlungsort gedient. Der erste namentlich bekannte Pfarrer der Humfelder war Johann de Warberge zu Beginn des 15. Jahrhunderts. Gegen Ende des 15. Jahrhunderts hatte Humfeld etwa 170 Einwohner, deren einzige Erwerbsquelle der Ackerbau war. Sie lebten von den geringen Erträgen ihrer kleinen Felder, die auf Rodungen der umliegenden dichten Urwälder angelegt worden waren. Angebaut wurden hauptsächlich Hafer, Gerste und Hülsenfrüchte und ihre Arbeitsgeräte bestanden aus Pflug, Hacke, Sense und Sichel.

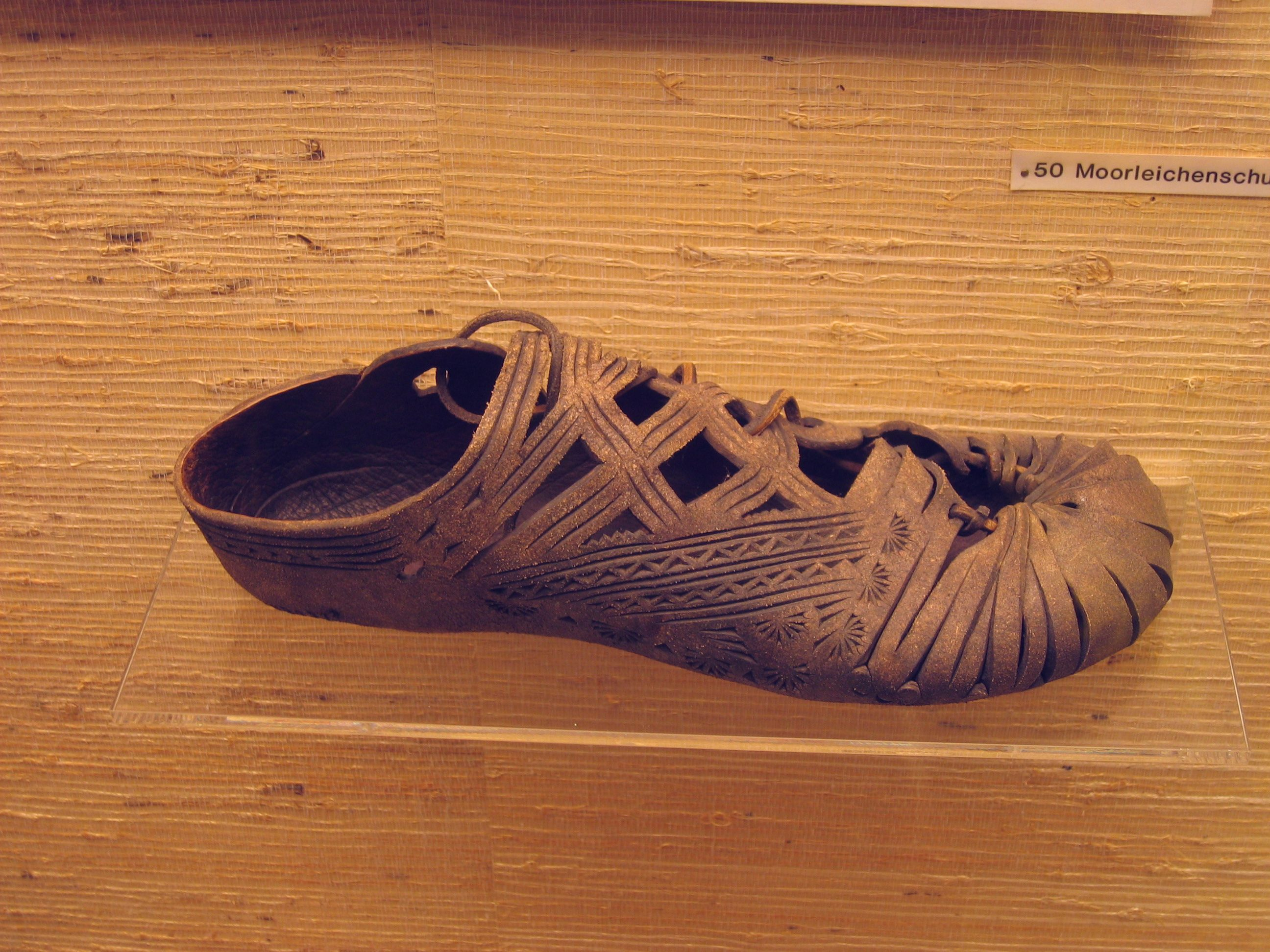
Rekonstruktion eines germanischen Bundschuhes aus dem 2. Jahrhundert

Die mittelalterliche Gesellschaft war nach Ständen geordnet, deren Mitglieder schon an ihrer Kleidung erkennbar waren. Die bäuerliche Landbevölkerung trug einen kurzen Kittel aus grobem Leinen, bis über die Knie reichende Hosen und durch Bänder zusammengehaltene Bundschuhe. Die Haare mussten bis zu den Ohren zurückgeschnitten sein, das Tragen längerer Haare war ein Privileg der Adligen. Während des Mittelalters waren immer mehr Bauern in die Leibeigenschaft geraten, teils unter Zwang, teils jedoch auch freiwillig, um den Schutz mächtiger Herren zu erhalten. Sie mussten dafür bestimmte Dienste für ihre Leibherren sowie Abgaben an diese leisten. Am Ende des Mittelalters gab es nur noch leibeigene Humfelder Bauern. Die Leibeigenschaft wurde erst im Jahr 1808 infolge der Französischen Revolution von Fürstin Pauline aufgehoben.
Im Jahr 1881 wurde in Humfeld das nach Elise Merckel (1815–1857) benannte Pflegeheim Elisenstift gegründet. Frau Merckel hatte testamentarisch 10.000 Taler für das Stift zur Verfügung gestellt. Nach ihrem Tod realisierte ihr Ehemann Pastor Ludwig Merckel das Projekt und wurde erster Vorsitzender des Kuratoriums. 
Am 1. Januar 1969 wurde Humfeld ein Teil der Gemeinde Dörentrup. Kleinere Gebiete der Gemeinde Humfeld wurden nach Barntrup eingegliedert, wo sie aber nach Maßgabe der Hauptsatzung keine eigenen Ortsteile bilden.
2006 konnte das Elisenstift sein 125-jähriges Bestehen feiern.

### Einwohnerentwicklung
| Jahr      | 1860 | 1939 | 1962 |
| Einwohner | 804  | 917  | 1556 |
| --------- | ---- | ---- | ---- |